# Muraltia namaquensis
Muraltia namaquensis är en jungfrulinsväxtart som beskrevs av Margaret Rutherford Bryan Levyns. Muraltia namaquensis ingår i släktet Muraltia och familjen jungfrulinsväxter. Inga underarter finns listade i Catalogue of Life.